# Dusona setator
Dusona setator là một loài tò vò trong họ Ichneumonidae.